# 키워드 프로토콜 2000
키워드 프로토콜 2000(Keyword Protocol 2000, KWP2000)은 온보드 차량 진단 시스템(OBD)에 사용되는 통신 프로토콜이다. 이 프로토콜은 컴퓨터 네트워킹의 OSI 모형의 애플리케이션 계층을 다룬다. 이 프로토콜은 국제 표준화 기구(International Organization for Standardization)에 의해 ISO 14230으로 표준화되었다.

## ISO 14230
ISO 14230 도로 차량 - 진단 시스템 - 키워드 프로토콜 2000은 다음과 같이 구성된다.
- ISO 14230-1 물리 계층
- ISO 14230-2 데이터 링크 계층
- ISO 14230-3 애플리케이션 계층
- ISO 14230-4 배출 관련 시스템 요구사항